# Hirotaku Hagiwara
Hirotaku Hagiwara (萩原 洪拓 Hagiwara Hirotaku?), född 11 juli 1986 i Shizuoka prefektur, är en japansk före detta fotbollsspelare.
Hagiwara började sin karriär 2005 i YKK AP (Kataller Toyama). Han spelade 35 ligamatcher för klubben. Han avslutade karriären 2009.